# Allokution
Allokution betyder i allmän bemärkelse ett högtidligt tal till folket (till exempel en fältherres tal till sina soldater). Inom liturgin syftar allokution på ett liturgiskt tilltal, en förmanande och förklarande tilltal till den närvarande församlingen som tydning av den kyrkliga handling som just äger rum, till exempel i inledningen till ett dopritual ("Gud vill att alla människor skola varda frälsta och komma till sanningens kunskap ... Därför har han sänt sin Son...") eller ett vigselritual ("Äktenskapet är av Gud stiftat till samhällets bestånd ..."). Allokution används också om tilltal till Gud i en bön.